# Preah Thong
Preah Thong (hay Kaundinya I) cùng với Neang Neak (Nữ vương Soma) là những nhân vật biểu tượng trong văn hóa Khmer. Họ được xem như là những người sáng lập và nhà cai trị đầu tiên của nhà nước Phù Nam thời tiền Angkor. Phần lớn phong tục đám cưới của người Khmer được cho là bắt nguồn từ cuộc hôn nhân của Preah Thong và Neang Neak.

## Lịch sử
Theo ghi chép của hai đặc sứ Trung Quốc, Khang Thái (康泰) và Chu Ứng (朱應), nước Phù Nam được thành lập bởi một người Ấn Độ tên là Kaundinya. Người này đã đánh bại nữ vương địa phương và nữ vương này sau đó đã kết hôn với Kaundinya (chữ Hán: 混填, Hỗn Điền). Dòng dõi của hai người về sau trở thành vương tộc của Phù Nam. Sau đó, Kaundinya đã xây dựng một kinh đô và đổi tên nước thành 'Kambuja'.

## Tạp thuyết

### Hỗn Điền
Sách Lương thư chép theo các báo cáo của Khang Thái và Chu Ứng, theo đó thì Phù Nam quốc được lập ra bởi một người ngoại quốc có tên là Hỗn Điền (混填). Người này đến từ Nam của Kiêu (徼) quốc (một địa điểm chưa thể xác định, có lẽ trên Bán đảo Malaysia hoặc ở quần đảo Indonesia) sau khi nằm mộng thấy vị thần bản mệnh đã chỉ cho anh ta cách tìm thấy một cây cung thần. Sau đó, anh ta theo một con tàu lênh đên trên biển cho đến khi cập bờ ở Phù Nam. Nữ vương Liễu Diệp (柳葉) của nước này muốn cướp và chiếm chiếc tàu nhưng đã bị Hỗn Điền dùng cây cung thần làm cho hoảng sợ và quy phục. Hỗn Điền sau đó đã cưới nữ vương làm vợ, rồi lên cai trị đất nước và truyền lại ngôi vị cho con trai mình.
Một câu chuyện tương tự cũng được ghi chép trong sách Tấn thư do Phòng Huyền Linh biên soạn vào khoảng năm 648 sau Công nguyên. Tuy nhiên, các nhân vật trong truyện được phiên âm chữ Hán thành Hỗn Tu (混湏) và Diệp Liễu (葉柳).

### Kaundinya
Một số học giả cho rằng câu nhà chinh phục Hỗn Điền trong sách Lương thư chính là một người Bà-la-môn tên là Kauṇḍinya, người đã kết hôn với một công chúa nāga (rắn) tên là Somā. Câu chuyện này được ghi lại trên một bi ký khắc bằng tiếng Phạn được tìm thấy tại Thánh địa Mỹ Sơn và nó được xác định niên đại vào khoảng năm 658 sau Công nguyên. Một số học giả khác lại bác bỏ giải thuyết này. Họ cho rằng từ Hỗn Điền (Hùntián) vốn chỉ có hai âm tiết, trong khi từ "Kauṇḍinya" lại có ba âm, và khả năng đặc sứ Trung Quốc sẽ không dùng phiên âm có hai âm tiết để phiên âm từ có những ba âm tiết từ một ngôn ngữ khác.
Tuy nhiên, cái tên "Kaundinya" xuất hiện trong một số nguồn độc lập và dường như chỉ ra một giai đoạn quan trọng trong lịch sử Phù Nam.
Trong các tài liệu chữ Hán, từ tiếng Phạn "Kaundinya", [Kauṇḍinya, Koṇḍañña, Koṇḍinya, v.v.] thường được phiên âm thành Kiều Trần Như (僑陳如). Một nhân vật với tên này đã được nhắc đến trong Lương thư, sau câu chuyện của Hỗn Điền. Theo mô tả thì Kiều Trần Như là một trong những người kế vị của Thiên Trúc Chiên Đàn (天竺 旃檀), nhà cai trị của Phù Nam vào khoảng năm 357 sau Công nguyên, người đã gửi những con voi được thuần hóa để tỏ lòng thần phục Tấn Mục Đế. Cũng theo câu chuyện, Kiều Trần Như vốn là một người Bà-la-môn đến từ Ấn Độ. Một ngày nọ, anh ta đã nghe được lời phán truyền rằng mình phải đến để trị vì Phù Nam và đã đi đến nước Bàn Bàn. Người dân Phù Nam rất vui mừng đón Kiều Trần Như và tôn anh ta lên làm vua. Kiều Trần Như sau đó đã thay đổi các luật lễ cũ để phù hợp với luật lệ của Ấn Độ.
Câu chuyện tương tự về Kaundinya cũng được ghi chép vắn tắt bên bi ký khắc bằng tiếng Phạn (được đánh ký hiệu C. 96) của vua Champa Prakasadharma được tìm thấy tại Mỹ Sơn. Một bi ký khác (được đánh ký hiệu K.5) cũng được tìm thấy tại Tháp Mười (được gọi là "Prasat Pram Loven" trong tiếng Khmer) ở tỉnh Đồng Tháp (Việt Nam) và hiện được trưng bày tại Bảo tàng Lịch sử Thành phố Hồ Chí Minh, cũng ghi chép câu chuyện tương tự.

### Preah Thaong
Trong văn hóa dân gian Khmer, vị hoàng tử ngoại quốc được gọi là Preah Thaong và nữ vương là Neang Neak. Theo truyền thuyết thì nơi Preah Thaong cập bến là một hòn đảo được đánh dấu bởi một cây thlok khổng lồ, có nguồn gốc từ Campuchia. Trên đảo, ông tìm thấy nhà của nāgas và gặp Neang Neak, con gái của vua nāga. Anh kết hôn với cô với lời chúc phúc từ cha cô và trở về thế giới loài người. Vua nāga uống biển quanh đảo và đặt tên là "Kampuchea Thipdei", có nguồn gốc từ tiếng Phạn (Kambujādhipati) và có thể được hiểu như là "chúa tể của Campuchia". Trong một phiên bản khác, lại khẳng định rằng Preah Thaong đã chiến đấu với Neang Neak.